# 发箍

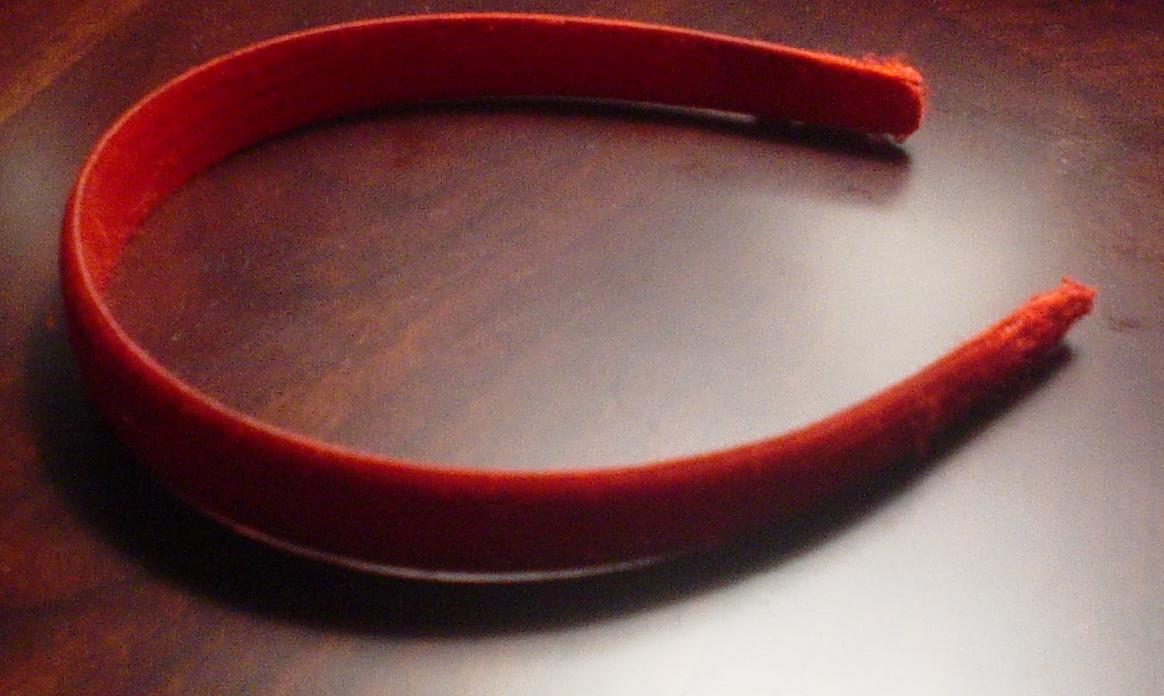
塑料发箍

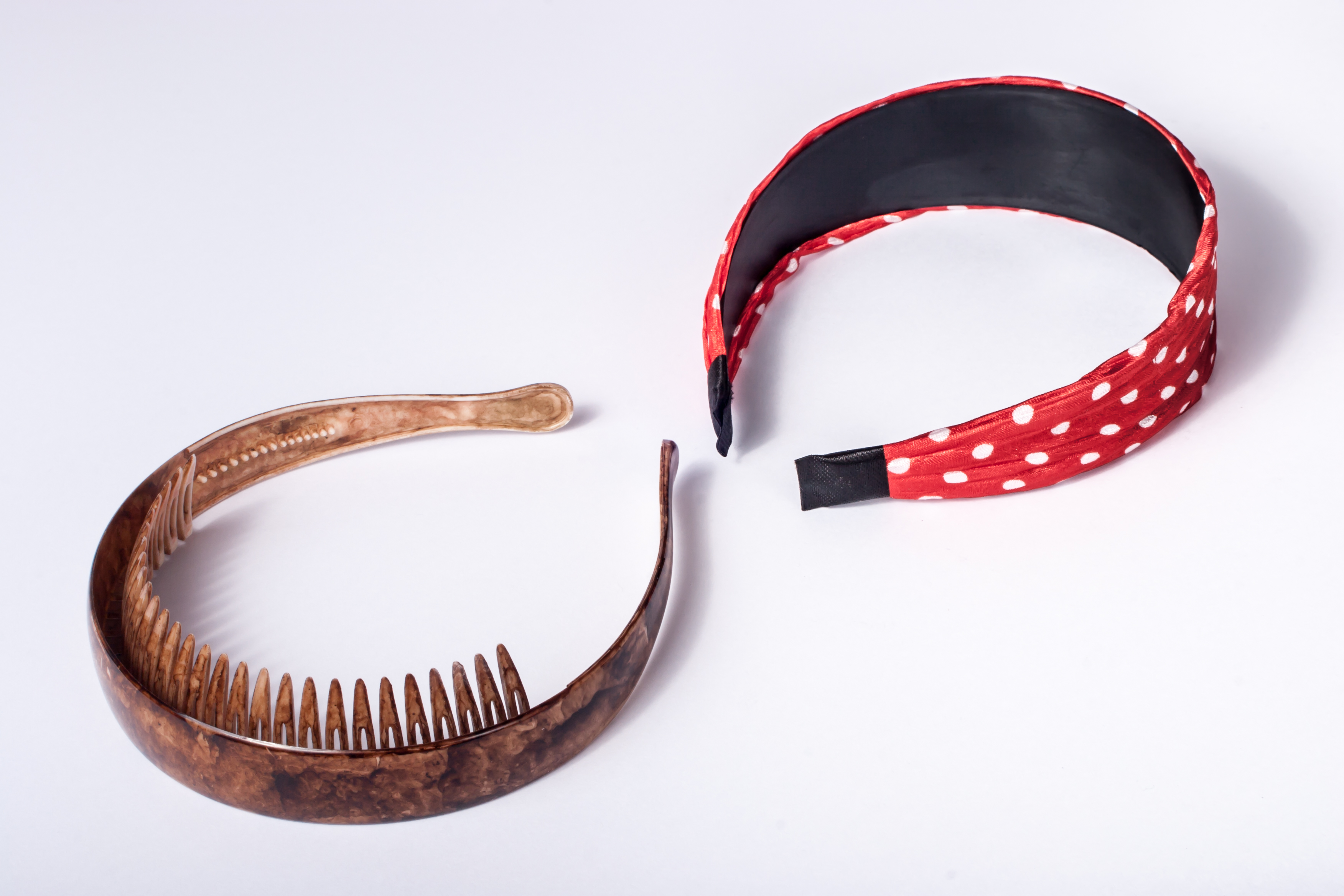
发箍

发箍（英語：Alice band）用于笼住头发的头饰。发箍多用塑料制成，有时亦用金属等材料制成。发箍多为弧形。佩戴时，发箍末端通常置于耳后。发箍多为年轻女子、儿童使用。
若是男士使用的发箍，會稱為。

## 歷史

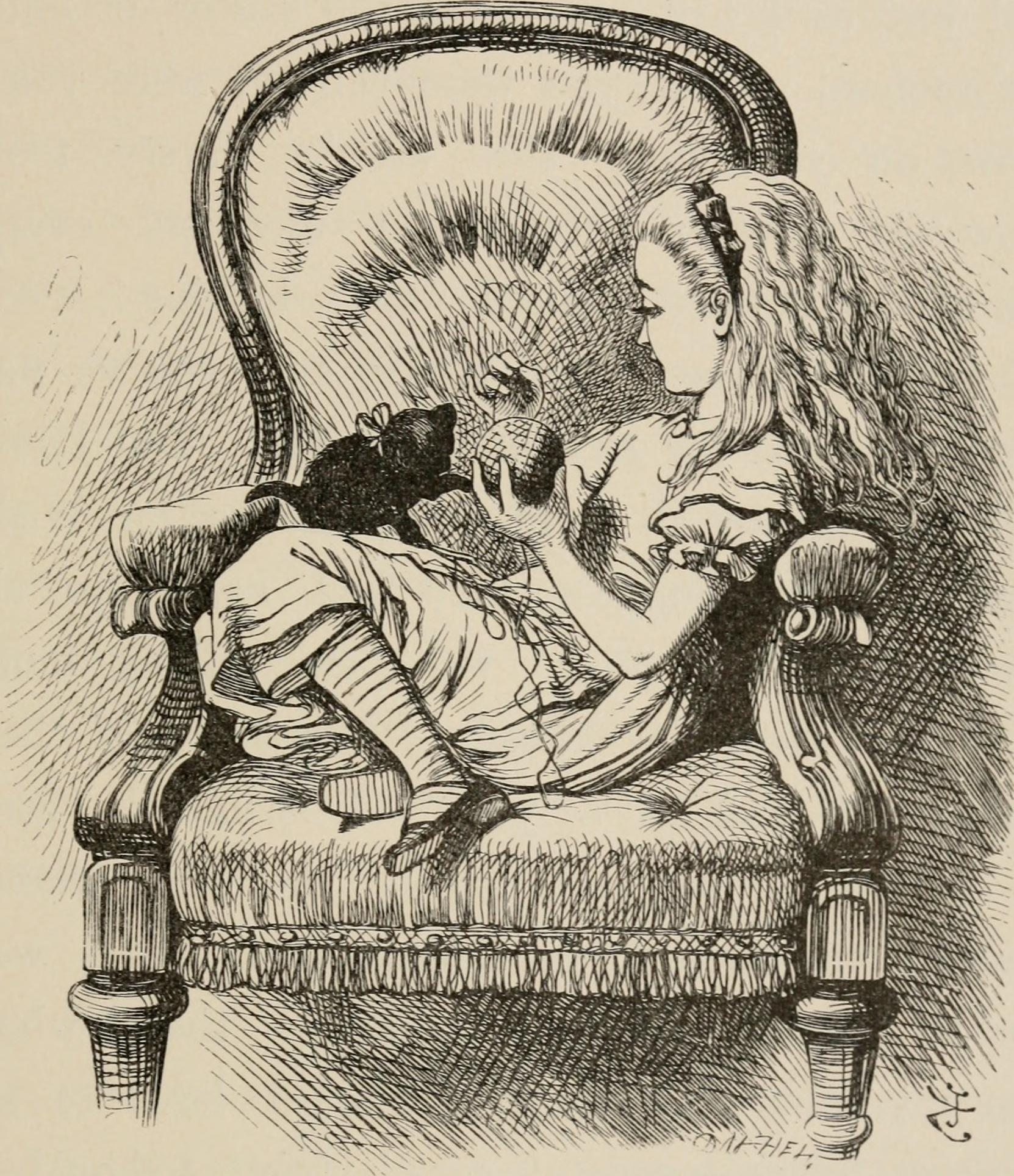
《愛麗絲鏡中奇遇》中描述的愛麗絲

发箍據說是起源於1871年，在路易斯·卡羅的小說《愛麗絲鏡中奇遇》出版之後。Alice band的名稱應該是來自書中的女主角。在约翰·坦尼尔在書中繪製的插圖中，愛麗絲頭髮上會綁絲帶，讓頭髮不會遮住眼睛。
在時尚圈內，曾經有一段時間很流行发箍，最近的一次是在二十世紀末，英国的上流女性很流行穿戴絲絨的发箍。
发箍一般會定位為女性的飾品，但在一些國家的男性也會用发箍，例如英國的大卫·贝克汉姆
在美国會稱呼发箍為hair band或headband，但headband也可以指髮帶。